# Rotznase
Eine Rotznase ist eine umgangssprachliche Bezeichnung für eine verschnupfte, laufende Nase. Darüber hinaus wird der Ausdruck auch in verschiedenen übertragenen Bedeutungen verwendet.

## Übertragene Verwendungen
- Rotznase wird ernsthaft bis vulgär zumeist noch von älteren Menschen in der Alltagssprache verwendet, um damit Kinder und Jugendliche zu bezeichnen, die sich frech, respektlos oder nicht altersgemäß äußern oder verhalten. In dieselbe Kategorie gehören auch die Ausdrücke Rotzlöffel, Rotzbengel, Göre und rotzfrech, im österreichischen Sprachraum auch Rotzpippen oder Rotzpipn.[1] Weniger abfällig können auch die Begriffe Naseweis, Schlauberger oder Dreikäsehoch verwendet werden.
- Die Weißwurzen werden wegen des grünlichen Saums ihrer Blätter ebenfalls als „Rotznasen“ bezeichnet.
- Im Druckwesen versteht man unter „Rotznase“ einen Druckfehler im Tiefdruckverfahren. Durch Schmutzablagerungen wie Papierstaub, Pigmentverkrustungen – also Rotz – unter dem Rakelmesser, zieht die Druckfarbe nasenförmig aus und druckt diese Formen auf den Bedruckstoff.
- Im Malereigewerbe wird beim Streichen (mit Farbe) und insbesondere beim Lackieren eine Anhäufung von herunterlaufender Farbe durch Tropfenbildung an der eingefärbten Fläche als „Rotznase“ bezeichnet.
- Weniger derb gemeint und übertragend wird die Bezeichnung „Rotznase“ darüber hinaus für Kindergruppen oder Kindereinrichtungen verwendet. In Bremen und München findet man die Eltern-Kind-Initiative „Rotznase e. V.“, in Bonn den Laden „Rotznase-Kindermoden“, in Augsburg besteht das Projekt „Rotznase“ des Evangelischen Bildungswerks Augsburg e. V. (EBW) zur Unterstützung der Eltern erkrankter Kinder mit dem Angebot des „Familien Entlastenden Einsatzes“.
- Einer der „Funny Pingos“ aus der 1992 erschienenen Überraschungsei-Figurenserie trägt den Namen „Ralf Rotznase“.
- Aus der Zeichentrickserie Die Schlümpfe entstammt der Zauberlehrling Rotznase des bösen Zauberers Gargamel. Er wird in der Zeichentrickserie von Brigitte Böttrich gesprochen.
- Der 1991 gegründete gemeinnützige Wiener Verein CliniClowns-Austria hat „Dr. Rotznase“ im Rolleangebot. Die Mitglieder dieses Vereins, die alle als Ärzte praktizieren, werden die kleinen Patienten in den Kinderabteilungen verschiedener Krankenhäuser bei Clownvisiten erfreut und abgelenkt.
- Die Gruppe BAP erzählt in ihrem Liedtext des Titels Fortsetzung folgt von dem kleinen Jungen, der „dann opwach em Djungel, trotz Rotznaas als Mann“.

## Zitate
- Früher hatten die Kinder Rotznasen, heute haben die Rotznasen Kinder. (Peter E. Schumacher (* 1941), deutscher Aphorismensammler und Publizist)
- Sich in Seide schnäuzen kann jede vornehme Rotznase. (Sorbisches Sprichwort)
- Aus einer Rotznase wird ein Mann, aber nicht aus einem nichtswürdigen Spötter. (Estnisches Sprichwort)
- Rotznase, Klotz an der Wade. (Reinhard Mey, 1982)

## Filme
In der Zeichentrickserie Die Schlümpfe tritt die Rotznase als Titelheld in den folgenden Episoden auf
- Rotznase und das große Buch der Zaubersprüche (68. Folge)
- Die Reise ins Innere des Schlumpfs, Rotznases Herzallerliebstes (192. Folge)
- Meister Rotznase, Muffi lernt Schwimmen (197. Folge)
- Meister Nydegger: der Herr der Rotznasen